# Ołeksandr Panczenko (hokeista)
Ołeksandr Mykołajowycz Panczenko, ukr. Олександр Миколайович Панченко, ros. Александр Николаевич Панченко – Aleksandr Nikołajewicz Panczenko (ur. 13 kwietnia 1980 w Krasnojarsku, ZSSR) – ukraiński hokeista, reprezentant Ukrainy. Trener hokejowy.

## Kariera zawodnicza
- Torpedo Niżny Nowogród (1997-1998)
- Kryżynka Kijów (1999-2000)
- Sokił Kijów (2000-2001)
- Berkut Kijów (2001-2002)
- HK Riga 2000 (2002-2004)
- Sokił Kijów (2004)
- Barwinok Charków (2004)
- HK Brześć / HK Brześć 2 (2004-2005)
- Tours Hockey (2003-2004)
- KH Sanok (2005-2006)
- Sokił Kijów (2006-2007)
- Vadeko Flyers Heerenveen (2007-2008)
- HK Charków (2008-2009)
- Worony Sumy (2009-2010)
- HK Charków (2010-2011)
- Łewy Lwów (2011-2012)
- Kompańjon Kijów (2012)
- Wytiaź Charków (2014-2016)

Był reprezentantem kadr juniorskich Ukrainy. Uczestniczył w turniejach mistrzostw Europy juniorów do lat 18 edycji 1998 oraz mistrzostw świata juniorów do lat 20 edycji 1999 (Grupa B) i 2000 (Grupa A). Brał udział w turnieju zimowej uniwersjady edycji 2001. Został reprezentantem seniorskiej kadry Ukrainy.
Występował w polskiej lidze w barwach drużyny z Sanoka (wraz z nim w sezonie 2005/2006 jego rodacy: Kostiantyn Riabenko, Mykoła Worosznow). W 2014 wznowił karierę w zespole Wytiazia Charków.

## Kariera trenerska
Od 2013 trener juniorów w klubie SDJuSzOR Charków. W sezonie 2017/2018 jako główny trener prowadził zespół z rocznika 2002 w juniorskiej lidze ukraińskiej do lat 16. W czerwcu 2018 jako asystent głównego trenera Aleksandra Sieukanda wszedł do sztabu trenerskiego seniorskiego zespołu Dynamo Charków. Po ustąpieniu tego szkoleniowca pod koniec listopada 2018 tymczasowo był pierwszym szkoleniowcem Dynama, a wkrótce potem został asystentem nowego szkoleniowca, 	Ołeksandra Kulikowa. Na początku 2019 został zdyskwalifikowany przez Federację Hokeja Ukrainy na czas do końca sezonu 2018/2019 oraz na cały sezon 2019/2020 za uderzenie sędziego podczas meczów zespołu z Charkowa rocznika 2002/2003. W sierpniu 2019 został mianowany głównym trenerem MHK Dynamo Charków. w sezonie 2021/2022 trenował drużynę juniorską SDJuSzOR Charków do lat 20, a przed końcem stycznia 2023 dołączył do sztabu trenerskiego zespołu Charkiwśki Berserky w seniorskich mistrzostwach Ukrainy.

## Sukcesy
Reprezentacyjne
- Awans do Grupy A mistrzostw świata do lat 20: 1999
- Brązowy medal zimowej uniwersjady: 2001

Klubowe
- Złoty medal mistrzostw Ukrainy: 2002 z Berkutem Kijów
- Srebrny medal mistrzostw Łotwy: 2003 z HK Riga 2000
- Złoty medal mistrzostw Łotwy: 2004 z HK Riga 2000